# Ménessaire
Ménessaire – miejscowość i gmina we Francji, w regionie Burgundia-Franche-Comté, w departamencie Côte-d’Or.
Według danych na rok 1990 gminę zamieszkiwało 96 osób, a gęstość zaludnienia wynosiła 6 osób/km² (wśród 2044 gmin Burgundii Ménessaire plasuje się na 814. miejscu pod względem liczby ludności, natomiast pod względem powierzchni na miejscu 595.).